# 79 Ceti b
79 Ceti b (ook bekend als : HD 16141 b) is een exoplaneet die om de 75 dagen rond zijn ster draait. De planeet is tegelijk ontdekt met HD 46375 b, op 29 maart 2000. Samen met deze planeet was het de eerste exoplaneet met een minimum massa kleiner dan die van Saturnus.